# Made in Italy
A Made in Italy 2020-ban bemutatott brit-olasz romantikus vígjáték, dráma, melyet James DʼArcy írt és rendezett (rendezői debütálás). A főszereplők Liam Neeson, Micheál Richardson, Valeria Bilello és Lindsay Duncan.
A filmet Video on Demand platformokon keresztül 2020. augusztus 7-én mutatta be az IFC Films. Magyarországon 2020. augusztus 6-án mutatta be szinkronizálva a Prorom Entertainment Kft.

## Rövid történet
Egy művész Londonból Olaszországba utazik érzelmileg tőle távol álló fiával, hogy eladják a néhai feleségétől örökölt házat.

## Cselekmény
Egy londoni modern művészeti galéria menedzsere, Jack Foster (Micheál Richardson) válik a feleségétől. A feleség családja el akarja adni a galériát, amit Jack szeretne megvásárolni, de ehhez sok pénzre lenne szüksége. Úgy dönt, hogy ennek érdekében eladja a régóta nem használt nyaralójukat, ami Olaszországban van. A ház eredetileg Jack olasz anyjáé volt, aki Jack iskoláskorában autóbalesetben meghalt. Elidegenedett apjával (aki neves festőművész), Roberttel (Liam Neeson) Olaszországba utaznak, a családi nyaraló felkeresése miatt, ami Toszkanában van, festői helyen. Jack anyja, annak közel 20 évvel korábbi halála óta senki sem látogatta meg a helyet.
Évtizedek óta senki sem lakik a házban, ezért rendetlenség és piszok van mindenhol, a berendezés romos állapotban van. Az ajtók betörtek, és még görény is beköltözött az egyik szobába. Az apa-fia párosnak alaposan fel kell takarítania, ki kell festenie és rendbe kell tennie a lakást, a minél kedvezőbb eladás érdekében. Erre az ingatlanközvetítő hívja fel a figyelmüket, aki felméri a ház állapotát, eladhatóság szempontjából.
Jack elmegy egy étterembe, hogy egyen valamit. Bár az  étterem éppen zárva tart, de itt találkozik Nataliával, aki az étterem tulajdonosa és vendégül látja őt. Eközben Robert az elhunyt feleségének fényképeit nézegeti, de amúgy az egész ház emlékezteti rá.
Jack felméri, hogy mit tudnának ők ketten megcsinálni, és mihez kellene szakember. Úgy tűnik, Robertet nemigen érdekli a házfelújítás, de később ő is bekapcsolódik a munkákba.
Helyi mestereket alkalmaznak a ház felújítására, akik a nagyobb hiányosságokat gyorsan megjavítják (például a tetőbeázást, vagy a villanyvilágítást). Robert és Jack összebarátkozik néhány helyi lakossal, köztük Nataliával, és meghívják őket a házba. Natalia elmondja Jacknek, hogy van egy nyolcéves lánya; a férjével elváltak, de a férje hazudott a bíróságon, így Nataliának csak részleges felügyeleti joga van a lánya felett.
Az ingatlanos több potenciális vevőt hoz a házhoz, de azok csak részben elégedettek. Kate kijelenti, hogy a ház helyreállításán még dolgozni kell, mielőtt újabb vevőket hoz.
Miközben visszaállítják az otthon eredeti dicsőségét, Jack és Robert azon kapják magukat, hogy végül megjavítják saját megszakadt kapcsolatukat. Első ízben tudnak beszélni az anya (és feleség) elvesztéséről, amiben Robert saját magát hibáztatja, ezért azóta nem vezet autót és a festést is abbahagyta.
Robert úgy dönt, hogy inkább a londoni lakását adja el, és odaköltözik az olasz nyaralóba, ahol újra festeni szeretne, a házért kapott pénzt pedig a fiának adja, hogy megvehesse a londoni galériát. Jack mérlegeli a lehetőségeit, és úgy dönt, hogy inkább ő is az olaszországi nyaralójukba költözik.

## Szereplők
| Szerep                  | Színész            | Magyar hang    |
| ----------------------- | ------------------ | -------------- |
| Robert Foster           | Liam Neeson        | Csernák János  |
| Jack Foster, Robert fia | Micheál Richardson | Jéger Zsombor  |
| Natalia, olasz éttermes | Valeria Bilello    | Mentes Júlia   |
| Kate, ingatlanközvetítő | Lindsay Duncan     | Kiss Mari      |
| Luigi                   | Marco Quaglia      | Kapácsy Miklós |
| Marzio                  | Gian Marco Tavani  | ?              |
| Raffaella               | Helena Antonio     | ?              |
| fűszerüzlet tulajdonos  | Flaminia Cinque    | ?              |

## Gyártás
2018 októberében bejelentették, hogy Liam Neeson és Micheál Richardson csatlakozott a film szereplőihez, James D'Arcy pedig az általa írt forgatókönyvből rendezi a filmet. Pippa Cross, Sam Tipper-Hale és Nicola Serra lett a film producere a CrossDay Productions és az Indiana Productions gyártócégnél. A filmet a HanWay Films és az Ingenious Media készítette. 2019 májusában Lindsay Duncan és Valeria Bilello csatlakozott a szereplőkhöz.
A film forgatása 2019 áprilisában kezdődött.

## Érdekesség
- Liam Neeson a valóságban is Micheál Richardson apja.